# Shine Louise Houston
Shine Louise Houston és una cineasta i la directora i productora fundadora de Pink and White Productions, una productora independent que crea pornografia queer a San Francisco. Houston fa llargmetratges pornogràfics a més de produir, dirigir i rodar centenars de lliuraments per al seu lloc de membres de pornografia queer CrashPadSeries.com. Houston distribueix el seu propi treball i el d'altres cineastes independents per a adults a través de PinkLabel.tv, tenint en compte diferents comunitats sexuals.

## Reconeixement
Les pel·lícules de Shine Louise Houston s'han projectat a festivals de cinema d'arreu del món. Houston parla àmpliament sobre qüestions de representació i llibertat d'expressió sexual. Està molt implicada en la comunitat d'art feminista i queer, a més de fer treballs de salut sexual i activisme de treballadores sexuals. En el seu treball, Houston presenta una àmplia gamma d'ètnies, tipus de cos, gèneres no conformes i identitats sexuals. Houston s'ha escrit àmpliament en nombroses publicacions sobre les interseccions de la raça, la pornografia i el desig. Ariane Cruz, professora d'⁣estudis sobre dones a Penn State, escrigué al seu llibre, The Color of Kink:
| « | (anglès) [Houston's] films showcase stunning cinematography, inventive narratives, and incredibly diverse performers with respect to race, gender, and body. Houston's work critically queers representations of black [women's] sexual desire, offering modes of pleasure outside hegemonic, heteronormative representations of black female sexuality in pornography. | (català) Les pel·lícules [de Houston] mostren una cinematografia impressionant, narracions inventives i intèrprets increïblement diversos pel que fa a la raça, el gènere i el cos. El treball de Houston critica les representacions del desig sexual [de les dones] negres, oferint maneres de plaer fora de les representacions hegemòniques i heteronormatives de la sexualitat femenina negra a la pornografia. | » |

Els crítics han afirmat que el treball de Houston contraresta representacions no autèntiques de dones, trans, no conformes de gènere i gent queer de la sexualitat i el desig de color en el porno convencional. També senten que Houston incorpora el seu propi plaer i desig com a dona negra a la seva pornografia actuant com a voyeur i operador de càmera conscient de si mateixa.

## Educació
Houston va rebre una llicenciatura en Belles Arts en Cinema pel San Francisco Art Institute.

## Carrera
Després de graduar-se, Houston va treballar durant cinc anys en una botiga sexual Good Vibrations a la zona de la badia de San Francisco. Mentre estava a Good Vibrations, Houston va trobar una necessitat poc atesa de pornografia feta per públic queer quan els clients van demanar recomanacions sobre la recerca de representació de les seves pròpies comunitats sexuals. La demanda de la comunitat va inspirar Houston a unir-se amb amics per fer la seva pròpia pornografia queer. Houston va fundar Pink and White Productions i el 2008 va llançar el lloc de distribució de pornografia queer CrashPadSeries.com. La primera producció porno queer de la companyia, Crash Pad, protagonitzada per Jiz Lee, estableix la ubicació de tots els episodis de CrashPadSeries posteriors. The Crash Pad és un apartament situat a San Francisco dedicat al sexe queer basat en el plaer mutu i Houston actua com a majordoma del Crash Pad. Houston incorpora a l'escena la seva presència darrere de la càmera a través de la seva pròpia torsió i participació, com a voyeur. Al llargmetratge SuperFreak interpreta el fantasma de Rick James. El fantasma posseeix persones amb la missió de convertir el món sencer en SuperFreaks fent una gran pràctica sexual. Tots els models dels vídeos de Pink and White Productions són cercats i Houston organitza escenes al voltant de les fantasies personals de la model triada. CrashPadSeries.com estrena vídeos de pornografia queer episòdics basats en la realitat. El lloc està configurat com un bloc, amb fotos i perfils d'identitat de les estrelles per fer visibles les identitats de gènere i les sexualitats alternatives representades als seus vídeos. A partir del 2017, Houston està en postproducció del seu pròxim llargmetratge, Snapshot, una pel·lícula de terror dedicada a complicar la narrativa limitada de la "sortida de l'armari" que predomina als mitjans de comunicació convencionals.

## Publicacions destacades
- A Taste for Brown Sugar: Black Women in Pornography by Mireille Miller-Young
- Black Female Sexualities edited by Trimiko Melancon
- Freeing Ourselves: A guide to Health and Self Love for Brown Bois by The Brown Boi Project
- Porn After Porn, "Mighty Real," Shine Louise Houston, Sept 2014 (Reimprès amb permís de XBIZ Fall 2014 Issue)
- Porn for Pussies: Representations of Queer Female Sexuality in Shine Louise Houston's Pornography by Engel Nicole, Presented at the National Women's Studies Association

## Influències
- Annie Sprinkle[1]
- Joani Blank[1]
- Rick James[4]
- Radley Metzger[7]
- Jim Jarmusch[7]
- Alfred Hitchcock[6]
- Miquel Àngel Antonioni[6]